# Porto de Santana
Porto de Santana, auch Porto de Santana Amapá, kurz Porto Santana, ist ein brasilianischer See- und Flusshafen in Santana im Bundesstaat Amapá, unfern der Hauptstadt Macapá. Er liegt an der Einmündung des Rio Matapi in den Amazonas gegenüber der Ilha de Santana.
Die Eisenbahnlinie Estrada de Ferro Amapá (EFA) verbindet das Hinterland mit der Hafenstadt. Von hier kommen die Erz- und Holztransporte, die in Porto de Santana zu Verschiffung gelangen. Vom Porto de Santana legen auch Passagierschiffe den Amazonas aufwärts ab.

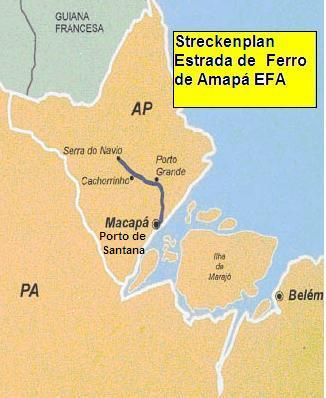
Lage im Bundesstaat Amapá

Er dient hauptsächlich zur Verschiffung von Holz, Holzprodukten (Pallets) und Erzen. Mit dem Bau des Hafens wurde im Jahre 1980 begonnen. Der Hafen von Porto de Santana wurde am 6. Mai 1982 eingeweiht und im Jahre 2002 wurde die Companhia Docas de Santana als Betreiber übernommen. 
Der Hafen besteht heute aus folgenden Terminalanlagen:
- dem Privatterminal Tocantins (für den Export von Eisenerzen)
- dem privaten Tankterminal von Texaco für den Umschlag von Treibstoff
- dem Terminal Kai A für den Umschlag von Holzprodukten und Stückgut und Containerumschlag, 200 Meter Länge, 12 Meter Tiefe
- dem Terminal Kai B, 150 Meter Länge, 11 Meter Tiefe